# جون ماكدونالد (متسابق دراجات نارية)
جون ماكدونالد (بالصينية: 約翰·邁克唐納) هو مهندس صيني، ولد في 27 مايو 1936.